# Wil Rutten
W.G.H.M. (Wil) Rutten (Maastricht, 5 januari 1949) is een Nederlandse socioloog, ambtenaar en bestuurder.

## Biografie
Rutten studeerde tot 1974 sociale wetenschappen aan de Katholieke Hogeschool Tilburg en begon in 1974 zijn loopbaan als coördinator stadsvernieuwing bij de gemeente Maastricht. Vanaf 1984 is hij daar werkzaam op het gemeentesecretariaat, van 1984 tot 1986 eerst als hoofd van het stafbureau van de gemeentesecretaris, van 1986 tot 1998 als adjunct-gemeentesecretaris en van 1998 tot 1 augustus 2003 als gemeentesecretaris.
Rutten was van 1 augustus 2003 tot 2014 algemeen directeur en provinciesecretaris van de provincie Noord-Brabant. Van 1 oktober 2017 tot 1 januari 2018 was hij provinciesecretaris a.i. van de provincie Drenthe en van 1 juni 2018 tot 31 december 2018 gemeentesecretaris a.i. van de gemeente Amsterdam.
In het verleden was hij diverse keren actief als informateur en formateur. Vanaf 11 juni 2019 was hij waarnemend burgemeester van de gemeente Beesel als opvolger van Petra Dassen-Housen. Op 28 januari 2020 werd hij opgevolgd door Bob Vostermans. Van 22 maart 2021 tot 1 januari 2022 was Rutten gemeentesecretaris en algemeen directeur a.i. van de gemeente Maastricht.